# Jan Banaś
Jan Banaś, nato Heinz-Dieter Banas, soprannominato Bubi (Berlino, 29 marzo 1943), è un ex calciatore polacco.

## Carriera

### Club

#### Calciatore
Ha iniziato la sua carriera da giovanissimo giocando per l'AKS Mikołów (1956-59) prima di trasferirsi allo Zryw Chorzów nel 1959 -62, Polonia Bytom (1962-69) e Górnik Zabrze (1969-75). A 32 anni gli è stato permesso di trasferirsi negli Stati Uniti, e poi ha giocato in una serie di paesi esteri, tra cui il Messico (con l'Atlético Español), il Belgio e la Francia, dopo il suo quarantesimo compleanno.

#### Allenatore
Recentemente ha allenato club di calcio di serie minori, tra cui lo Szombierki Bytom.

### Nazionale
Tra la sua prima convocazione alla nazionale polacca nel 1964 e la sua ultima nel 1973, ha ottenuto 31 presenze, segnando nove gol (o dieci, se gli si attribuisce l'ambiguo gol nel 1973 contro l'Inghilterra).

## Curiosità
- Nel 1966, insieme a Konrad Bajger e Norbert Pogrzeba, Banaś decise di migrare illegalmente nell'Europa occidentale: fuggirono tutti prima della partita del Polonia Bytom contro l'IFK Norrköping. Un anno e mezzo dopo è tornato ed è stato perdonato dalla Federazione calcistica polacca. Dopo il ritorno, cambiò il suo nome in forma polacca e prese il nome Jan nel marzo 1967.

## Palmarès

### Club

#### Competizioni nazionali
- Campionato polacco: 3

Polonia Bytom: 1962
Gornik Zabrze: 1970-1971, 1971-1972
- Coppa di Polonia: 3

Gornik Zabrze: 1969-1970, 1970-1971, 1971-1972

#### Competizioni internazionali
- Coppa Piano Karl Rappan: 2

Polonia Bytom: 1964-1965, 1967